# Alfred Cogniaux
Alfred Celestin Cogniaux (7. dubna 1841 – 15. dubna 1916) byl belgický botanik. Kromě jiných je po něm pojmenován rod Neocogniauxia. Roku 1916 převzala jeho rozsáhlý herbář Národní belgická botanická zahrada.

## Dílo
- Bouquet de Mélastomacées brésiliennes dédiées a Sa Majesté Dom Pedro II empereur du Brésil, 1887 (spoluautor De Saldanha da Gama)
- Melastomaceae, 1891
- Orchidaceae, 1893–1906
- Les orchidées exotiques et leur culture en Europe, 1894 (spoluautoři L. Linden a G. Grignan)
- Orchidées : dictionnaire iconographique, 1896–1907 (spoluautor A. Goossens)
- Cucurbitaceae-Cucurbiteae-Cucumerinae, 1924 (spoluautor H. Harms)